# Ranxeria índia Grindstone
La ranxeria índia Grindstone d'indis Wintun-Wailaki és una tribu reconeguda federalment i ranxeria d'indis wintun i wailaki del nord de Califòrnia.

## Reserva
La reserva tribal és la Ranxeria de Grindstone, situada al comtat de Glenn (Califòrnia). Fou fundada en 1907 i té una superfície de 120 acres o 0,49 kilòmetres quadrats. Aproximadament 98 dels 162 membres de la tribu viuen a la reserva.La comunitat urbana més propera és Elk Creek, unes 5 milles al sud. Encara practiquen la religió kuksu.

## Govern
La ranxeria índia Grindstone és governada per un consell tribal escollit democràticament. Té la seu a Elk Creek (Califòrnia), i el seu cap tribal actual és Ronald Kirk.

## Idioma
Tradicionalment els membres de la tribu han parlat wailaki o wintu, una de les llengües wintun del grup penutià, però el primer està extingit i el segon té pocs parlants.